# Seselopsis pusilla
Seselopsis pusilla är en flockblommig växtart som beskrevs av Pimenov och Lavrova. Seselopsis pusilla ingår i släktet Seselopsis och familjen flockblommiga växter. Inga underarter finns listade i Catalogue of Life.